# Jack Lanza
Jackson Rock Lanza (Fort Worth, 14 de outubro de 1941 – dezembro de 2021) foi um lutador de wrestling profissional estadunidense, mais conhecido pelo nome "Blackjack Lanza", parte da dupla The Blackjacks, com Blackjack Mulligan na American Wrestling Association (AWA) e na World Wide Wrestling Federation (WWWF). Ele já trabalhou como produtor para a WWE, tendo sido introduzido ao Hall da Fama da empresa em 2006.

## No wrestling
- Finishers
  - Brainbuster
  - Clawhold

- Managers
  - Bobby Heenan

## Títulos e prêmios
- American Wrestling Association
  - AWA World Tag Team Championship (1 vez) – com Bobby Duncum

- Georgia Championship Wrestling
  - NWA Georgia Television Championship (1 vez)

- NWA Big Time Wrestling
  - NWA American Heavyweight Championship (1 vez)
  - NWA American Tag Team Championship (1 vez) – com Blackjack Mulligan
  - NWA Brass Knuckles Championship (Texas version) (2 vezes)

- World Wrestling Association
  - WWA World Tag Team Championship (1 vez) – com Blackjack Mulligan

- World Wide Wrestling Federation / World Wrestling Entertainment
  - WWE Hall of Fame (Classe de 2006)
  - WWWF World Tag Team Championship (1 vez) – com Blackjack Mulligan

- Pro Wrestling Illustrated
  - PWI o colocou como # 338 dos 500 melhores wrestlers durante a "PWI Years" de 2003.